# Моја драга
Моја драга је песма коју пева Здравко Чолић, српски певач. Песма је објављена 2003. године на албуму Чаролија и четврта је песма са овог албума.

## Текст и мелодија
Песма Моја драга је ауторско дело, чији је текст написао Момчило Бајагић Бајага.
Музику за песму радио је Момчило Бајагић Бајага, а аранжман Корнелије Ковач.

## Спот
Музички видео је на Чолићев званични Јутјуб канал отпремљен 26. јула 2013. године.